# Melitta Bentz
Pour les articles homonymes, voir Bentz.
Amalie Auguste Melitta Bentz, née Amalie Auguste Melitta Liebscher le 31 janvier 1873 à Dresde et morte le 29 juin 1950 à Porta Westfalica, est une entrepreneuse allemande qui a inventé le filtre à café en 1908.

## Biographie

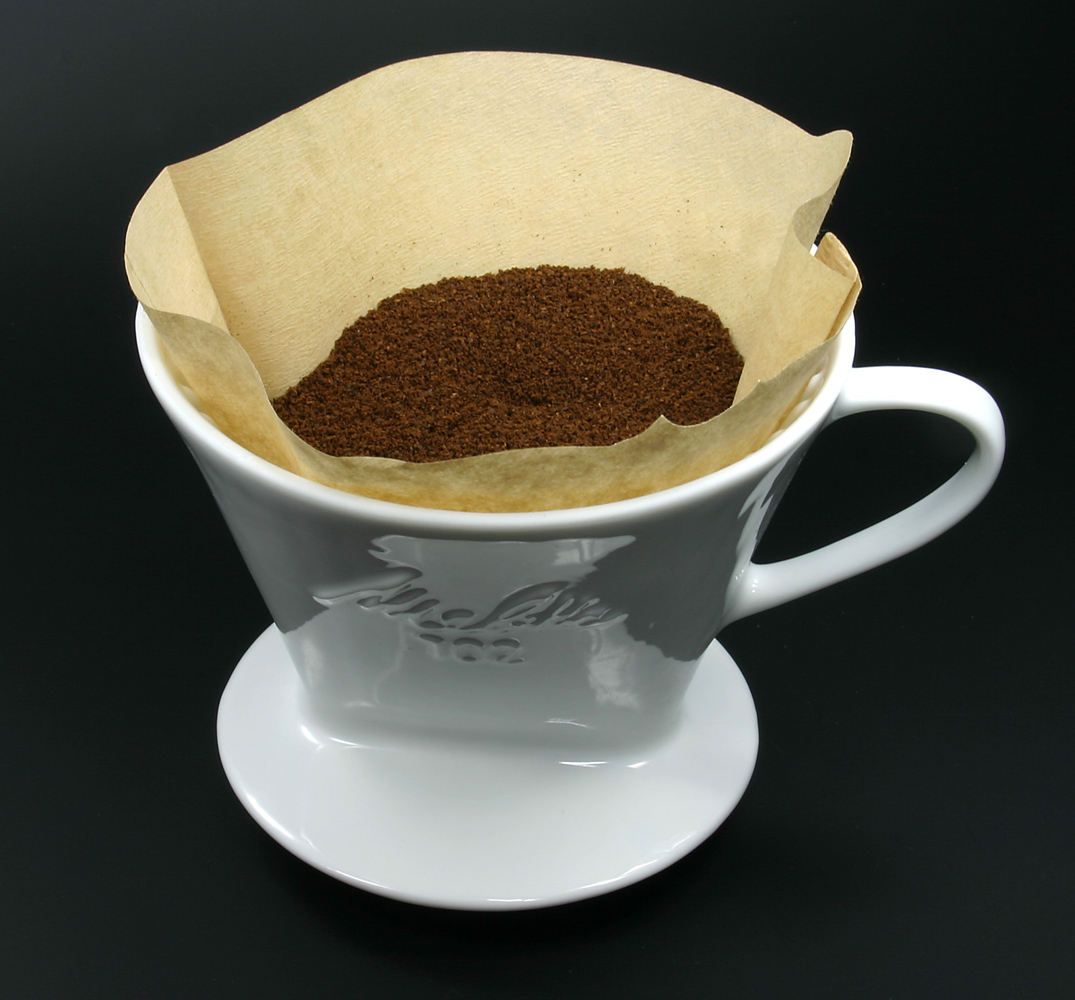
Un filtre à café Melitta.

Bentz nait à Dresde, en Allemagne, en 1873. Son père est éditeur.
En tant que femme au foyer, Bentz trouve que les percolateurs ont tendance à trop infuser le café, les machines à expresso de l'époque ont tendance à laisser des dépôts dans le liquide et les filtres à manche en lin sont difficiles à nettoyer. Elle expérimente plusieurs techniques et finit par utiliser du papier buvard des cahiers d'école de son fils Willi et un pot de cuivre perforé avec un clou pour filtrer le café. Ce café moins amer rencontre l'enthousiasme général et elle décide de monter son entreprise.
L'Office allemand des brevets et des marques accorde un brevet le 20 juin 1908 et le 15 décembre son entreprise est inscrite au registre du commerce avec 73 pfennigs sous le nom M. Bentz. Après avoir engagé un ferblantier pour fabriquer les machines, elle vend 1 200 filtres à café en 1909 lors de la Foire de Leipzig.
Son mari Hugo et leurs fils Horst et Willi sont les premiers employés de l'entreprise naissante. En 1910, l'entreprise gagne la médaille d'or lors de l'Exposition internationale d'hygiène et une médaille d'argent de l'association des aubergistes saxons. Durant la Première Guerre mondiale les métaux sont réquisitionnés pour la construction de zeppelins, son mari est envoyé se battre en Roumanie, le papier est rationné et les importations de café sont interdites. Elle vit pendant cette période en vendant des cartons.
Après la guerre, l'expansion continue de l'entreprise les pousse à déménager plusieurs fois leurs locaux à Dresde. En 1927 la demande est si forte que 80 employés doivent travailler en deux équipes. En 1929, ne trouvant pas des locaux adaptés pour la production, l'entreprise déménage à Minden dans l'Est de la Westphalie. À ce moment 100 000 filtres ont été produits.
Horst reprend l'entreprise, devenue entre-temps Bentz & Sohn, en 1930. Melitta transfère la majorité du capital de la Melitta-Werke Aktiengesellschaft à Horst et Willi en 1932 mais continue à gérer l'affaire, s'assurant du bien-être des employés, offrant des primes de Noël, augmentant la durée des congés de six à quinze jours par an et réduisant la durée hebdomadaire de travail à cinq jours. Bentz favorise le fonds social de l'entreprise destiné aux employés.
Lors du déclenchement de la Seconde Guerre mondiale la production s'arrête et l'entreprise est forcée à produire des biens pour l'effort de guerre. À la fin de la guerre les employés sont recasés dans d'anciennes usines, des casernes et même des pubs car les parties non détruites de l'usine sont réquisitionnés par les Alliés, réquisition qui dure douze ans. En 1948 la production de filtres et de papier a recommencé et à la mort de Melitta à Porta Westfalica en 1950, l'entreprise vaut 4,7 millions de Deutsche marks.

## Héritage
Les petits-enfants de Melitta Bentz, Thomas et Stephen, contrôlent toujours le Melitta Group KG dont le siège est à Minden. Le groupe emploie 3 300 employés répartis dans cinquante entreprises.